# بات بوث (صحفي)
بات بوث (بالإنجليزية: Pat Booth)‏ هو صحفي نيوزلندي، ولد في 9 سبتمبر 1929 في Levin, New Zealand ‏ في نيوزيلندا، وتوفي في 31 يناير 2018 في Kumeū ‏ في نيوزيلندا.